# Uroleucon brevisiphon
Uroleucon brevisiphon är en insektsart som beskrevs av De Carvalho 1998. Uroleucon brevisiphon ingår i släktet Uroleucon och familjen långrörsbladlöss. Inga underarter finns listade i Catalogue of Life.